# Rockwell Collins
A Rockwell Collins foi uma corporação multinacional americana sediada em Cedar Rapids, Iowa que provia sistemas e serviços nas áreas de aviônicos e tecnologia da informação para agências governamentais e fabricantes de aviões. A compania foi adquirida pela United Technologies Corporation em 27 de novembro de 2018, e atualmente, faz parte da Collins Aerospace.